# Mšecké Žehrovice
Mšecké Žehrovice (en allemand : Kornhaus-Schechrowitz) est une commune du district de Rakovník, dans la région de Bohême-Centrale, en Tchéquie. Sa population s'élevait à 633 habitants en 2020.

## Géographie
Mšecké Žehrovice se trouve à 3,3 km au sud-ouest de Nové Strašecí, à 16 km au nord-est de Rakovník et à 47 km à l'ouest-nord-ouest de Prague.
La commune est limitée par Třtice et Mšec au nord, par Drnek et Hradečno à l'est, par Stochov et Nové Strašecí au sud, et par Řevničov à l'ouest.

## Histoire
La première mention écrite de la localité date de 1045.

## Administration
La commune se compose de deux quartiers :
- Lodenice
- Mšecké Žehrovice

## Transports
Par la route, Mšecké Žehrovice se trouve à 4,5 km de Nové Strašecí, à 19 km de Rakovník et à 34 km du centre de Prague.